# Oslavice
Oslavice är en ort i Tjeckien.   Den ligger i regionen Vysočina, i den centrala delen av landet, 140 km sydost om huvudstaden Prag. Oslavice ligger 483 meter över havet och antalet invånare är 601.
Terrängen runt Oslavice är platt. Runt Oslavice är det ganska glesbefolkat, med 39 invånare per kvadratkilometer. Närmaste större samhälle är Třebíč, 16,0 km sydväst om Oslavice. Trakten runt Oslavice består till största delen av jordbruksmark.